# Vanadzor

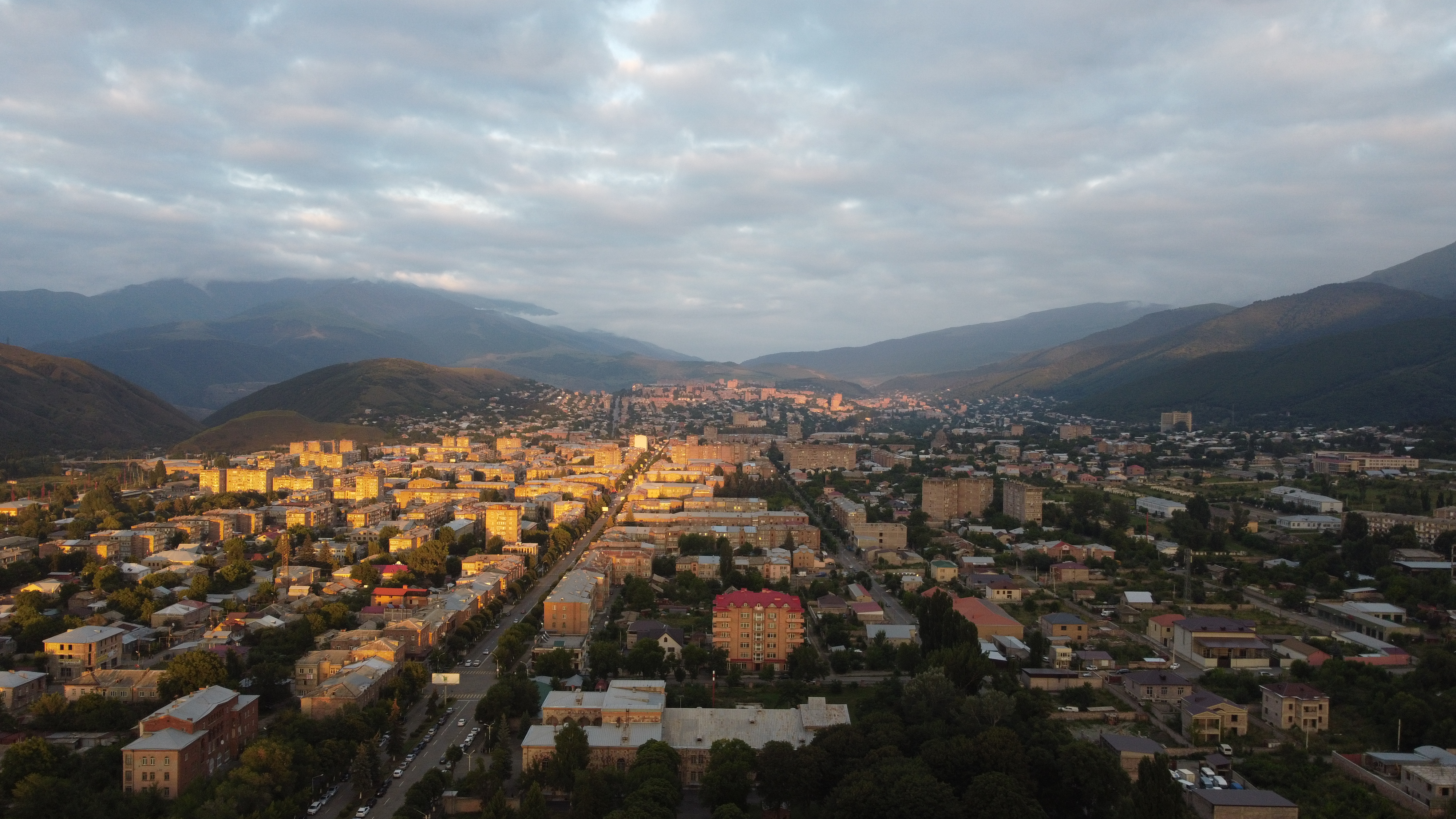
Drönarbild över Vanadzor.

Vanadzor (armeniska: Վանաձոր) (tidigare Karaklis eller Kirovakan) är en stad belägen i norra Armenien. Vanadzor hade 105 000 invånare i början av 2008, vilket gör den till landets tredje största stad.
Vanadzor är huvudort i provinsen Lori.

## Sport
- Lori Vanadzor (fotbollsklubb)